# 雷吉·佩里
雷金纳德·乔丹·佩里（英語：Reginald Jordan Perry，2000年3月21日—）為美國男子籃球運動員，現效力於NBA G聯盟格林斯博羅蜂群。
2023年4月5日，佩里加盟韓國籃球聯賽昌原LG獵隼頂替受傷的阿西姆·马雷。7月21日，中国男子篮球职业联赛浙江稠州與佩里簽約。2024年9月20日，深圳新世纪與佩里完成簽約。11月8日，深圳新世纪取消註冊佩里，佩里代表深圳新世纪出賽10場，場均貢獻25.3分、8.5籃板、3.1助攻、0.7抄截。11月13日，NBA G聯盟格林斯博羅蜂群宣布在與奧西歐拉魔術的交易中獲得佩里。

## 外部連結
- 雷吉·佩里在fiba.basketball（英语）
- 雷吉·佩里在NBA（英语）
- 雷吉·佩里在NBA G聯盟（英语）
- 雷吉·佩里在中国男子篮球职业联赛
- 雷吉·佩里在韓國籃球聯賽（英语）
- 雷吉·佩里在Basketball-Reference.com（NBA）（英语）
- 雷吉·佩里在Basketball-Reference.com（NBA G聯盟）（英语）
- 雷吉·佩里在Basketball-Reference.com（國際）（英语）
- 雷吉·佩里在Sports-Reference.com（NCAA）（英语）
- 雷吉·佩里在ESPN（NBA）（英语）
- 雷吉·佩里在Eurobasket.com（球員）（英语）
- 雷吉·佩里在Proballers（英语）
- 雷吉·佩里在RealGM（英语）
- 雷吉·佩里在中国篮球数据库
- 雷吉·佩里在Flashscore（英语）
- 雷吉·佩里在Flashscore（英语）